# Antonio Pucci
 Antonio Pucci (né le 8 octobre 1484 à Florence, en Toscane, Italie,  et mort le 12 octobre 1544 à Bagnoregio) est un cardinal italien  du début du XVIe siècle. Il est le neveu des cardinaux Lorenzo Pucci (1513) et Roberto Pucci (1542).

## Biographie
Antonio Pucci étudie à l'université de Pise et est chanoine et doyen à Florence. De 1513 à 1515, il est nonce apostolique en Portugal (en). Il va à Rome et est nommé clerc à la Chambre apostolique en 1518. Il est connu pour son éloquence. De 1517 à 1521 il est nonce apostolique en Suisse et en 1518 il est nommé évêque de Pistoia en succession de son oncle.
Pendant le sac de Rome (1527) il est emprisonné par les troupes impériales et condamné à mort, mais il réussit à s'échapper, grâce à l'aide du cardinal Pompeo Colonna. Entre 1529 et 1541 il est évêque de Vannes et à partir de 1529 pénitencier apostolique.
Le pape Clément VII le crée cardinal lors du consistoire du 22 septembre 1531.
Le cardinal Pucci participe au conclave de 1534 (élection de Paul III) .